# 안드레스 갈라라가
안드레스 갈라라가(Andrés José Galarraga, 1961년 6월 18일 ~ )는 전 베네수엘라의 야구 선수이자, 2009년 현재 베네수엘라 국가대표 야구팀의 코치이다.
미국 메이저 리그 콜로라도 로키스와 애틀랜타 브레이브스 등에서 활동하였다.

## 메이저 리그 전
베네주엘라의 윈터리그 팀인 Leones del Caranas에서 선수로 뛰었는데 당시 과체중이었지만 몬트리올이 그를 지명한 후 계약에 성공했다.

## 메이저 리그 시절
잘했으나 1988년 153삼진,  1989년 158삼진,  1990년 169삼진,  1995년 146삼진으로 내셔널리그 최다삼진 1위에 랭크되는 등 슬럼프 있음